# Imavere (Saaremaa)
Imavere (Duits: Immafer) is een plaats in de Estlandse gemeente Saaremaa, provincie Saaremaa. De plaats heeft de status van dorp (Estisch: küla).
Tot in oktober 2017 lag de plaats in de gemeente Orissaare. In die maand ging Orissaare op in de fusiegemeente Saaremaa.

## Bevolking
Het dorp had 8 inwoners op 31 december 2011 en 6 inwoners op 31 december 2021.

## Geschiedenis
Imavere werd voor het eerst genoemd in 1564 onder de naam Immafer als nederzetting op het landgoed van Koigi. In 1826 werd Imavere een ‘semi-landgoed’ (Estisch: poolmõis), een landgoed dat deel uitmaakt van een groter landgoed, in dit geval Koigi.
Tussen 1977 en 1997 behoorde Imavere bij het buurdorp Tagavere. In 1997 werd het weer een zelfstandig dorp.